# Lee Kyung-ja
Lee Kyung-ja (koreanisch 이경자; * 8. April 1964) ist eine ehemalige südkoreanische Eisschnellläuferin.

## Werdegang
Lee trat international erstmals bei den Juniorenweltmeisterschaften 1982 in Innsbruck in Erscheinung, wobei sie den 22. Platz im Mini-Mehrkampf errang. In der Saison 1983/84 belegte sie bei der 3-Bahnen-Tournee in Innsbruck den dritten Platz im Mehrkampf und bei den Olympischen Winterspielen 1984 in Sarajevo den 34. Platz über 1000 m, den 27. Rang über 1500 m sowie den 24. Platz über 3000 m. Im folgenden Jahr lief sie dort bei der Mehrkampfweltmeisterschaft 1985 auf den 21. Platz im Kleinen Vierkampf. In der Saison 1985/86 erreichte sie bei der Mehrkampfweltmeisterschaft 1986 in Den Haag den 31. Platz im Kleinen Vierkampf und startete bei den Winter-Asienspielen 1986 in Sapporo letztmals international, wobei sie den siebten Platz über 3000 m errang.

## Erfolge

### Olympische Spiele
- 1984 Sarajevo: 24. Platz 3000 m, 27. Platz 1500 m, 34. Platz 1000 m

### Mehrkampf-Weltmeisterschaften
- 1985 Sarajevo: 21. Platz Kleiner Vierkampf
- 1986 Den Haag: 31. Platz Kleiner Vierkampf

### Winter-Asienspiele
- 1986 Sapporo: 7. Platz 3000 m

## Persönliche Bestleistungen
| Disziplin | Zeit        | Datum             | Ort    |
| --------- | ----------- | ----------------- | ------ |
| 500 m     | 43,67 s     | 26. Dezember 1985 | Seoul  |
| 1000 m    | 1:28,75 min | 27. Dezember 1985 | Seoul  |
| 1500 m    | 2:13,15 min | 8. Dezember 1985  | Inzell |
| 3000 m    | 4:48,70 min | 29. Januar 1984   | Inzell |
| 5000 m    | 8:45,65 min | 28. Februar 1985  | Seoul  |